# Europapokal der Landesmeister (Handball) 1961/62
Der Europapokal der Landesmeister im Handball in der Saison 1961/62 wurde von Frisch Auf Göppingen (Deutschland) gewonnen. Göppingen bezwang im Finale Partizan Bjelovar (Jugoslawien) mit 13:11.
Stade Maroccaine Rabat aus Marokko trat als erster und letzter afrikanischer Verein beim Europapokal im Handball auf.

## 1. Runde
|                    | Ergebnis |                        |
| ------------------ | -------- | ---------------------- |
| BM Granollers      | 28:13    | Stade Maroccaine Rabat |
| NILOC Amsterdam    | 27:10    | HB Eschois Fola        |
| Burewestnik Tiflis | 26:11    | Arsenal Helsinki       |
| WKS Śląsk Wrocław  | 1        | Spartacus SE Budapest  |

## Achtelfinale
|                            | Ergebnis |                    |
| -------------------------- | -------- | ------------------ |
| Frisch Auf Göppingen       | 34:70    | ROC Flémalle       |
| RK Partizan Bjelovar       | 33:21    | ATSV Linz          |
| GSI Bataillon de Joinville | 19:90    | BM Granollers      |
| SC DHfK Leipzig            | 09:70    | Dinamo Bukarest    |
| Dukla Prag                 | 39:16    | WKS Śląsk Wrocław  |
| BSV Bern                   | 24:17    | NILOC Amsterdam    |
| Vikingarnas IF Helsingborg | 27:19    | Burewestnik Tiflis |
| Nordstrand IF              | 16:22    | Aarhus GF          |

## Viertelfinale
|                            | Ergebnis |                            |
| -------------------------- | -------- | -------------------------- |
| GSI Bataillon de Joinville | 08:11    | Frisch Auf Göppingen       |
| BSV Bern                   | 10:18    | RK Partizan Bjelovar       |
| Dukla Prag                 | 19:18    | SC DHfK Leipzig            |
| Aarhus GF                  | 21:19    | Vikingarnas IF Helsingborg |

## Halbfinale
Das Halbfinale zwischen Göppingen und Prag fand in der ausverkauften Karlsruher Schwarzwaldhalle statt.
|                      | Ergebnis    |            |
| -------------------- | ----------- | ---------- |
| Frisch Auf Göppingen | 13:80       | Dukla Prag |
| RK Partizan Bjelovar | 14:13 n. V. | Aarhus GF  |

## Finale
Das Finale fand am 7. April 1962 in Paris statt.
|                      | Ergebnis |                      |
| -------------------- | -------- | -------------------- |
| Frisch Auf Göppingen | 13:11    | RK Partizan Bjelovar |

Für Göppingen spielten H. Singer, Röhm, Nau, Speidel, Vollmer, Meister, Pflüger, Grill, Jarosch, W. Burkhardtsmaier und Weiß.